# Tulburările civile proruse din Ucraina din 2014
Tulburări civile proruse în  Ucraina au început la sfârșitul lunii februarie 2014 când demonstrații ale unor grupări pro-ruse și antiguvernamentale au avut loc în majoritatea orașelor din sudul și estul țării. Diferite publicații ruse mass-media au folosit termenul de primăvara rusă (rusă Русская весна, Russcaia Vesna) pentru a descrie valul de demonstrații. Protestele au degenerat într-un război civil.
Ofensiva armatei ucrainene are ca obiectiv reprimarea militanților înarmați proruși care susțin o  federalizare a Ucrainei și pe care conducerea de la Kiev îi califică teroriști. Moscova a denunțat constant aceste acțiuni, avertizând că acestea vor avea consecințe catastrofale, făcând apel la Occident să condamne operațiunile autorităților ucrainene.  Occidentul și Federația Rusă se acuză reciproc de ipocrizie și de standarde duble în confruntarea legată de escaladarea crizei din Ucraina.

## Analize
Conform directorul Institutului de Științe Politice al Academiei Române, Dan Dungaciu, „Dincolo de mizele pe termen scurt, criza din Ucraina este vârful de aisberg al unor evoluții mai profunde și cu bătaie lungă, respectiv cine va gestiona de aici înainte, nemijlocit, Estul”.

## Victime
La 24 iulie 2014, la Sloveansk a fost descoperită o groapă comună cu cadavrele unor persoane torturate și ucise de separatiștii (pro)ruși

## Legăturiexterne
- Materiale media legate de Tulburările civile pro-ruse din Ucraina din 2014 la Wikimedia Commons
- Ukraine crisis at BBC News Online
- Ukraine Crisis in Maps at The New York Times
- Ukraine turmoil at RT
- Crisis in Ukraine Arhivat în 7 mai 2014, la Wayback Machine. at CNN
- Geneva Statement on Ukraine 2014-04-17, full text, US Department of State, accessed 2014-04-20